# فاتوم (فیلم)
فاتوم (انگلیسی: Fathom)) یک فیلم به کارگردانی لسلی اچ مارتینسون است که در سال ۱۹۶۷ منتشر شد. از بازیگران آن می‌توان به آنتونی فرنسیوسا و راکوئل ولش اشاره کرد.